# Epidendrum mora-retanae
Epidendrum mora-retanae är en orkidéart som beskrevs av Eric Hágsater. Epidendrum mora-retanae ingår i släktet Epidendrum och familjen orkidéer. Inga underarter finns listade i Catalogue of Life.